# Park Narodowy Dry Tortugas

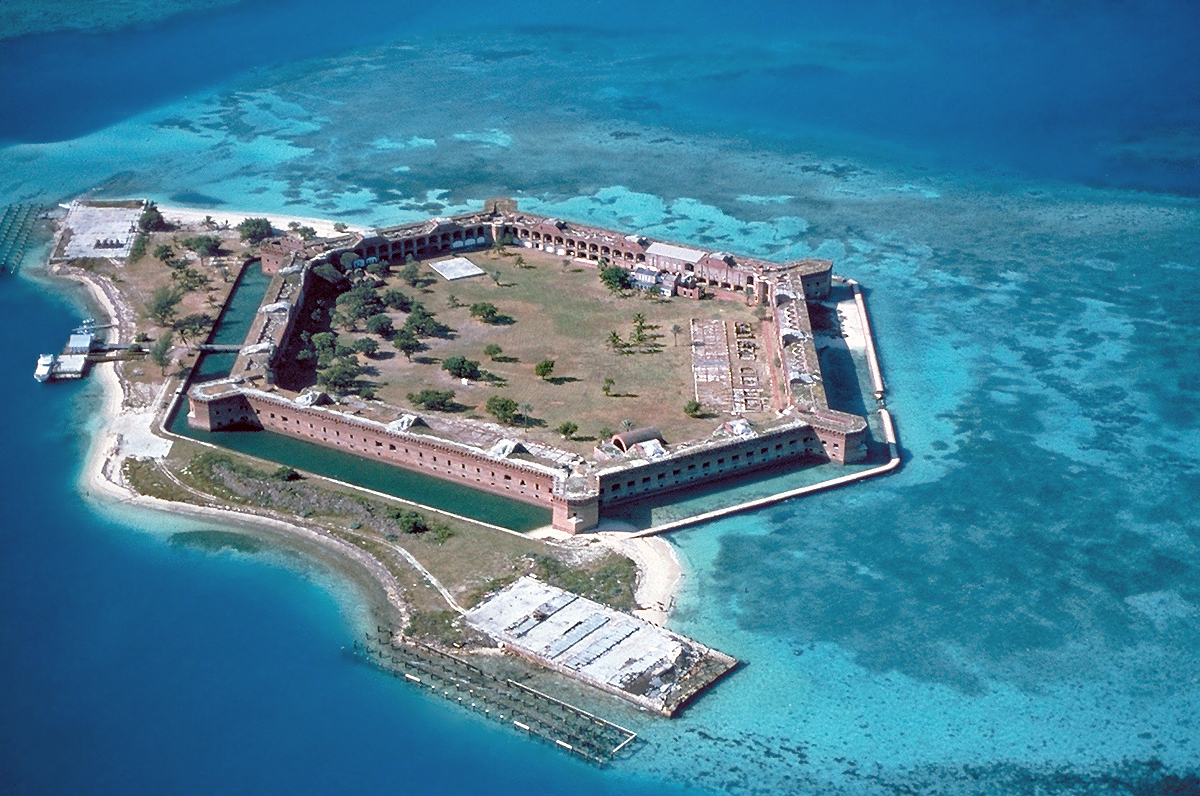
Fort

Park Narodowy Dry Tortugas (ang. Dry Tortugas National Park) – park narodowy w Stanach Zjednoczonych w stanie Floryda, obejmujący grupę wysp Dry Tortugas. Został utworzony w 1992 roku na powierzchni 261,83 km².
W jego obrębie m.in. opuszczona forteca Fort Jefferson.